# 小行星4589
小行星4589（英語：4589 McDowell）是一颗围绕太阳公转的小行星。1933年7月24日，卡尔·威廉·雷睦斯在海德堡发现了此天体。
这颗小行星的绝对星等为151.5433617110632等。